# Cal Senyor Paredes
Cal Senyor Paredes és un antic xalet situal al nucli urbà de Caldes de Malavella (Selva), al Carrer del Mossèn Cinto Verdaguer número 1, fent cantonada amb la Rambla Recolons. És una obra inclosa en l'Inventari del Patrimoni Arquitectònic de Catalunya.

## Descripció
És un edifici, de planta baixa i pis, està cobert per una teulada de teula àrab a doble vessant, desaiguada a les façanes principal i posterior. A la façana principal, hi ha la porta d'accés a l'habitatge, precedida per tres escales. Flanquejant la porta d'entrada,dues finestretes petites. A dreta i esquerra, també hi ha una finestra geminada, protegida per una reixa de ferro forjat. Totes les obertures són en arc de llinda. Cada una de les finestres geminades i la porta d'entrada, estan coronades per un trencaaigües en arc georgià, a l'extrem dels quals hi ha un element decoratiu de ceràmica en forma de flor. Una cornissa motllurada marca el pas a la teulada, que queda amagada per un timpà de formes ondulants, amb respiralls.
A la façana de la Rambla Recolons, hi ha dues finestres en arc de llinda, coronades per un trencaaigües d'iguals característiques que els de la façana principal, però no tenen l'element floral de ceràmica decoratiu. Una línia d'imposta marca el pas de la planta baixa al pis, on hi ha dues finestres petites en arc de frontó. Igualment aquest façana és coronada per un timpà de formes ondulants. A la façana posterior, en destaca la terrassa del pis, que esdevé un porxo per la planta baixa. Totes les obertures són igualment en arc de llinda, però no tenen trencaaigües. En aquesta façana també hi ha un timpà de formes ondulants que la corona.
A la part posterior també hi ha un gran jardí. Tot l'edifici està pintat d'un color granatós, i els detalls decoratius i elements sortints (sòcol, trencaaigües, extrems del timpà, etc.) d'un color granat més fort. Les obertures i les reixes que les protegeixen, estan pintades de color verd fosc des de l'estiu-tardor de l'any 2006.